# École de l’air et de l’espace
École de l’air et de l’espace — державний технічний університет заснований у 1933 році в Салон-де-Прованс (Франція). Це військова академія. Тут готуються мисливські пілоти, інженери та технічні працівники.

## Знамениті випускники
- Патрік Бодрі, французький астронавт